# Selaginella leucoloma
Selaginella leucoloma är en mosslummerväxtart som beskrevs av Arthur Hugh Garfit Alston. Selaginella leucoloma ingår i släktet mosslumrar, och familjen mosslummerväxter. Inga underarter finns listade i Catalogue of Life.